# Кордопулова къща
Кордопуловата къща в Мелник, наричана още Цинцаровата къща, е построена през 1754 година.
Тя е най-голямата възрожденска къща на Балканския полуостров, която е запазена до днес. Построена е специално за производство, съхранение и търговия на вино и е принадлежала на богатата гръцка фамилия на търговци Кордопулос.
В къщата са показани венециански стенописи, дърворезби и стъклописи, както и огромни бъчви за съхранение на мелнишко вино. Къщата е №4 от 100 национални туристически обекта. Намира се в източната част на града. Пашовата и Болярската къща са разположени на близко разстояние от Кордопуловата къща.

## Архитектура
В къщата, която според някои източници е втора по големина в страната, е изложена мелнишка изба, като тя е издълбана в скалата и така е оформен 150-метров (според друг източник 80-метров) тунел. В избите могат да се поберат 300 тона вино, като най-голямата бъчва побира 12,5 тона. Според Богдан Филов, посетил къщата през лятото на 1916 година, най-голямата бъчва в избата е събирала 240 товара грозде (по 100 оки) или около 30,7 тона. Коридорите са сравнително тесни и на места ниски. Избата разполага със специални канали и вентилационна система.
Два от четирите етажа на постройката са изградени от камък. Седем вътрешни стълбища свързват различните етажи и мансарди. В залата влиза светлина през 24-те прозорци, подредени в две редици. Горната редица е от цветно венецианско стъкло, което пропуска меко светлината, падаща върху изрисуваните стени, дърворезби и долапи. Дървените етажи са покрити с пъстри черги. Покрай три стени има места за сядане под еркерните прозорци.
Предполага се, че Кордопуловата къща и митрополитската църква „Свети Николай“ са построени от един и същ майстор.

## История
Последният прочут представител на фамилията е Манолис Кордопулос, завършил винопроизводство във Франция, модернизирал отрасъла в Мелник. Той дава убежище на Яне Сандански в дома си в годините преди Балканската война. Убит е от напускащите града турци през 1912 г., когато четата на Яне Сандански влиза в града. Собственик на къщата става Агнеса, която е била или прислужница, или сестра на Кордопулос. Омъжва се за Георги Цинцаров, но нямат деца. Осиновяват племенника си Гавраил, който е бащата на Никола Паспалев, сегашният стопанин на Кордопуловата къща. През 1974 – 1980 къщата е реставрирана от арх. Георги Лабов. Днес тя е частен музей и се посещава от 30 000 туристи годишно.
- Интериор